# Petros Petrosian
Petros Petrosian –en armenio, Պետրոս Պետրոսյան– (28 de noviembre de 2002) es un deportista armenio que compite en halterofilia. Ganó una medalla de bronce en el Campeonato Europeo de Halterofilia de 2023, en la categoría de 109 kg.

## Palmarés internacional
| Campeonato Europeo | Campeonato Europeo | Campeonato Europeo | Campeonato Europeo |
| Año                | Lugar              | Medalla            | Categoría          |
| ------------------ | ------------------ | ------------------ | ------------------ |
| 2023               | Ereván (Armenia)   | Medalla de bronce  | 109 kg             |